# João Antônio Dib
João Antônio Dib (Vacaria, 24 de julho de 1929 — Porto Alegre, 10 de maio de 2023) foi um engenheiro civil e político brasileiro filiado ao Progressistas (PP), dez vezes vereador de Porto Alegre e o último prefeito da capital gaúcha indicado pelo regime militar, antes da era da Nova República.

## Biografia
Descendente de libaneses e engenheiro civil de formação, ingressou no serviço público através de concurso em 1952, aos 23 anos, como topógrafo do Serviço de Habitação de Porto Alegre. Seria, depois, Assessor-Engenheiro da ARENA, o que o motivou a entrar para a política. Ocupou cargos públicos na prefeitura porto-alegrense no segundo mandato de José Loureiro da Silva e, durante o Regime Militar, nos governos de Célio Marques Fernandes, Telmo Thompson Flores e Guilherme Socias Villela. Foi Secretário Municipal de Obras e Viação, do Governo e, por duas vezes, dos Transportes e Diretor Geral do DMAE.
Na Câmara de Vereadores de Porto Alegre, iniciou como suplente e assumiu o mandato em 1971, sendo reeleito nos pleitos seguintes, sempre pela ARENA. Em 1983, foi indicado à prefeitura de Porto Alegre pelo governador Jair Soares, este último eleito democraticamente mas também filiado ao PDS, sucessor da ARENA. Aprovado pela Assembleia Legislativa gaúcha, governaria por 999 dias. Dib foi o último prefeito a ocupar o cargo sem ter sido eleito.
Seguindo a política traçada pelos prefeitos anteriores da ARENA, seu governo apresentou uma série de grandes obras, como a duplicação das avenidas Baltazar de Oliveira Garcia e Sertório, a modernização do Hospital de Pronto Socorro, a implantação de 66 quilômetros de rede de água, 25 quilômetros de rede de esgoto e a construção de 65 escolas e 2,4 mil habitações populares. Em 1 de janeiro de 1986 passou o cargo a Alceu Collares, do PDT, primeiro prefeito eleito democraticamente em 22 anos.
Ficou sem cargo eletivo nos dois anos seguintes, até que em 1988 foi reconduzido à Câmara dos Vereadores com 9,2 mil votos, cargo para o qual seria reeleito nas eleições seguintes: 1992, 1996, 2000, 2004 e 2008. Dib sempre participou desses pleitos filiado aos partidos sucessores da ARENA: PDS, PPR, PPB e PP.
Em 1999, Dib foi admitido pelo presidente Fernando Henrique Cardoso à Ordem do Mérito Militar no grau de Cavaleiro especial.
Em 2006 foi candidato a vice-governador do Rio Grande do Sul, na chapa encabeçada por Francisco Turra, também do PP. O partido ficou em quarto lugar, com cerca de 5% dos votos.
Dib foi o vereador mais antigo em exercício na Câmara de Porto Alegre, tendo exercido dez mandatos, o último conquistado em 2008 com 9.975 votos, quarta maior votação da capital. Despediu-se da Câmara em dezembro de 2012.

## Morte
Dib faleceu em 10 de maio de 2023. O ex-prefeito estava em internado há alguns dias no Hospital Moinhos de Vento, em Porto Alegre, a causa da morte não foi divulgada.